# Závin
Závin, někdy též štrúdl, je druh pečiva vytvořený svinutím plátu těsta pokrytého náplní. Častěji jde o sladký moučník, závin však může obsahovat v podstatě libovolnou náplň. K výrobě závinu se používají různá těsta: kynuté, listové, plundrové nebo tažené. Cukrářský výrobek ze svinutého piškotového nebo podobného těsta se nazývá roláda.
Závin byl populární od 18. století v Rakousko-Uhersku. V současnosti je součástí tradiční kuchyně zejména v zemích střední a východní Evropy, které byly dříve součástí Rakousko-Uherska (kromě Česka i v Německu, Polsku, Itálii, Slovinsku a dalších), ale i v zemích dále na východ (například Ukrajina).
Název štrúdl, který je používán především pro jablečný závin, pochází z němčiny, je odvozen ze středně hornoněmeckého označení pro vír.
Příbuzné druhy pečiva jsou burek nebo baklava.

## Druhy

### Tvarohový závin
Základem náplně je měkký tvaroh, často se používá tučný nebo polotučný. Tvaroh se sladí cukrem (moučkovým nebo krupicovým) a dochucuje vanilkovým cukrem. Pro jemnější strukturu se někdy přidává smetana nebo máslo. Do náplně lze přidat rozinky namočené v rumu, citronovou kůru pro svěží chuť nebo vejce pro lepší konzistenci. Někdy se do náplně přidává také pudinkový prášek, aby byla hustší a tvaroh se během pečení nesrazil.

### Ořechový závin
Hlavní složkou jsou mleté ořechy (vlašské nebo lískové), cukr (často moučkový nebo krupicový), máslo nebo smetana pro krémovou konzistenci. Do náplně lze přidat také strouhanku, skořici, vanilkový cukr nebo med pro dochucení. Některé recepty zahrnují citronovou kůru nebo rozinky namočené v rumu, které dodávají závinu bohatší chuť.